# Піногасник (реагент)
Піногасник (рос. пеногаситель, англ. foam suppressor, foam breaker, нім. Schaumzerstörer m) — в бурінні — хімічний реагент, що застосовується для зменшення запінення промивних і тампонажних розчинів при бурінні. Як піногасник використовують сивушне масло, соапсток, кальцієвий милонафт, поліметилполісилоксанові рідини, синтетичні жирні спирти, окиснений петролатум, стеарат алюмінію та інші речовини, що вводяться в розчин в кількості до 1 % маси. Піни руйнують в основному механічними способами — в мішалках, на віброситах, струменем рідини або газу під тиском, зміною тиску. У практиці буріння широке застосування отримав спосіб руйнування пін, що базується на ежекційному ефекті та дроселюванні з подальшим відстоюванням частини піни в ємностях. Для інтенсифікації руйнування стабільних пін використовуються фізичні (термічний, акустичний і електричний) способи.